# Armes de destruction massive en Yougoslavie
La république fédérative socialiste de Yougoslavie a lancé son propre programme d'armement nucléaire au début des années 1950, dans un contexte de tensions croissantes avec l'Union soviétique pendant la période Informbiro. Josip Broz Tito a déclaré que le développement de cette technologie était primordiale pour dissuader une éventuelle invasion et protéger la souveraineté du pays.

## Armes nucléaires
Afin de protéger la souveraineté nationale de la Yougoslavie et d'obtenir un statut reconnu, le régime de Josip Broz Tito a lancé un programme d'armement nucléaire au début des années 1950. La Yougoslavie a ensuite signé le Traité de non-prolifération, ce qui a entraîné l'arrêt du programme. Un autre programme d'armement nucléaire a été lancé après les essais nucléaires indiens du 18 mai 1974. Ce programme a finalement été abandonné en 1987, mais la Yougoslavie (et par la suite la république de Serbie) a conservé de l’uranium hautement enrichi jusqu'en 2010, date à laquelle cet uranium a été cédé à la fédération de Russie,.

## Armes chimiques
Avant l'éclatement de la Yougoslavie et les guerres yougoslaves, le gouvernement yougoslave était en mesure de développer et de stocker plusieurs types d'armes chimiques, tels que du gaz moutarde, de l’agent sarin et des agents vésicants. Le gaz moutarde était préparé dans l'usine Prva Iskra, dans la ville de Barič,.

## Programme de missiles
Le gouvernement yougoslave aurait collaboré avec la Libye et l’Irak pour développer des missiles de croisière et des missiles anti-navals et d'attaque terrestre, capables de porter des armes de destruction massive et des ogives conventionnelles. La Serbie est actuellement le seul ex-membre yougoslave à posséder un programme de missiles,.

## Utilisation dans les guerres yougoslaves
Pendant les guerres yougoslaves, l'armée yougoslave aurait utilisé des armes chimiques lors des combats contre les séparatistes bosniaques et croates,.